# Rezerwat przyrody Glinki (województwo zachodniopomorskie)
Rezerwat przyrody „Glinki” – rezerwat leśny o powierzchni 25,04 ha, utworzony w 1974 roku, w województwie zachodniopomorskim, powiecie wałeckim, w gminie Wałcz, 1,5 km na wschód-południowy wschód od Karsiboru, 2,5 km na południe-południowy zachód od Golców i 9 km na północny zachód od Wałcza.
Obejmuje ochroną ekosystem leśny z około 150-letnim starodrzewem liściastym złożonym głównie z buków, dębów, grabów. Celem ochrony jest zachowanie fragmentu lasu liściastego zróżnicowanego na zespoły: subatlantycki nizinny las dębowo-grabowy (Stellario holosteae-Carpinetum betuli), żyzną buczynę niżową typu pomorskiego (Galio odorati-Fagetum), kwaśną buczynę niżową (Luzulo pilosae-Fagetum) i łozowiska (Salicetum pentandro-cinereae) z licznymi drzewami pomnikowymi.

## Historia
Rezerwat powołany został zarządzeniem Ministra Leśnictwa i Przemysłu Drzewnego z dnia 12 lipca 1974 r. w sprawie uznania za rezerwaty przyrody (Monitor Polski Dz. Urz. PRL z dnia 9 sierpnia 1974 r. Nr 28 poz. 172). Pomysłodawcą utworzenia rezerwatu i autorem dokumentacji podstawowej był prof. dr hab. Waldemar Żukowski z Zakładu Taksonomii Roślin Uniwersytetu im. Adama Mickiewicza w Poznaniu. Rezerwat początkowo zajmował obszar 15,70 ha. Podczas opracowywania w 2005 r. planu ochrony udokumentowana została konieczność powiększenia rezerwatu do powierzchni 25,04 ha. Do powiększenia doszło w 2009 r.

## Charakterystyka
Rezerwat pokryty jest niemal w całości lasami. Powierzchnie nieleśne zajmują znikomą powierzchnię i są to cztery niewielkie oczka śródleśne, spośród których tylko jedno jest trwałe, a reszta pozostaje wyschnięta przez większą część roku. Znikome powierzchnie na obrzeżach lasu zajmują zbiorowiska okrajkowe.

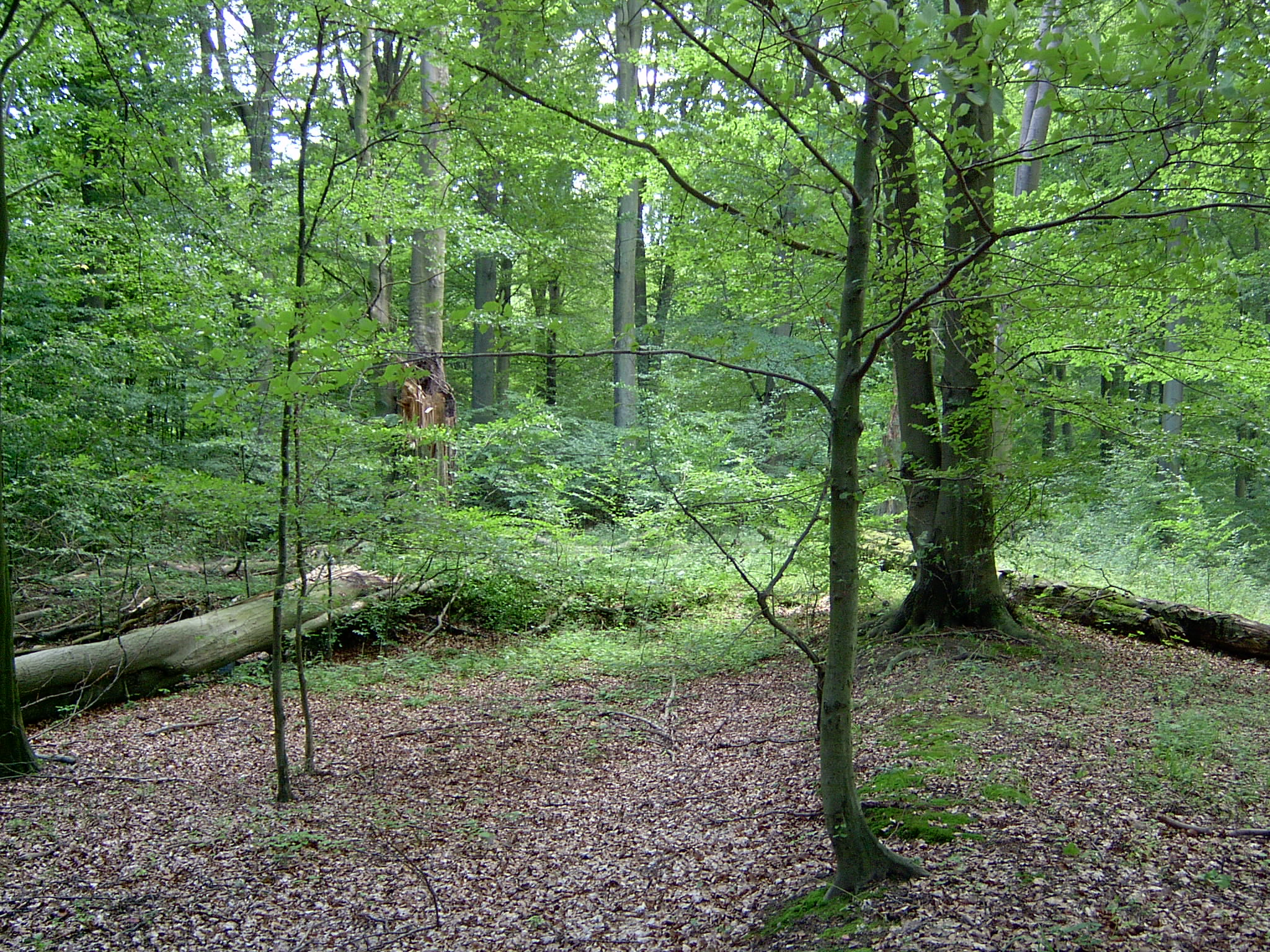
Las w rezerwacie „Glinki”

Z gatunków chronionych występują tu: kruszczyk szerokolistny (Epipactis helleborine), przylaszczka pospolita, kalina koralowa (Viburnum opulus), kruszyna pospolita (Frangula alnus), porzeczka czarna (Ribes nigrum), przytulia wonna. Rzadkim składnikiem flory jest czerniec gronkowy (Actaea spicata). Z rezerwatu lub jego sąsiedztwa podawana była także lilia złotogłów i wawrzynek wilczełyko (Daphne mezereum). Rezerwat wyróżnia się zróżnicowaniem wiekowym drzewostanu, stosunkowo dużym udziałem martwego drewna, zróżnicowaniem gatunkowym grzybów (w tym 4 gatunki pod ochroną ścisłą: lakownica lśniąca, soplówka gałęzista, flagowiec olbrzymi i mądziak psi oraz wiele rzadkich i zagrożonych).
Obszar rezerwatu podlega ochronie czynnej.
Nadzór: Nadleśnictwo Wałcz.